# 천왕성에서 본 금성 일면통과
천왕성에서 본 금성 일면통과는 금성이 천왕성과 태양 사이를 정확히 통과할 때 발생한다. 천왕성에 대한 금성의 승교점과 강교점에서 잇달아 발생한다. 2028년 9월 22일에 일어날 예정이다.
누구도 천왕성 근처에서 금성이 태양 위를 지나가는 것을 보지 못했다. 또한 인류는 이 현상을 가까운 시일 내에 관측할 수 있을 것 같지도 않다. 천왕성은 가스 행성이기 때문에 실질적으로 이 현상을 관측하려면 천왕성 주위에 있는 위성들의 표면에서 태양을 바라봐야 할 것이다. 이 경우 일면통과 발생 시각 및 기타 여건은 이론적인 시간에 비해 약간 달라질 수 있다.
공식 1/(1/P-1/Q)(여기서 P는 금성의 공전 주기 224.695일, Q는 천왕성의 공전 주기 30,799.095일임)을 이용하면 금성과 천왕성의 회합 주기는 226.347일이다.
천왕성에서 관측 가능한 금성 일면 통과는 보통 특정 시기에 몰려서 자주 관측된다. 보통 이 몰림 현상은 두 시기로 구분되는데, 각 시기는 다음 시기와 40년의 격차를 두고 일정하게 반복된다.

## 2001년 ~ 2100년 통과
| 2001년 ~ 2100년 통과 |
| -------------------- |
| 2028년 9월 22일      |
| 2029년 5월 7일       |
| 2029년 12월 19일     |
| 2030년 8월 2일       |
| 2031년 3월 17일      |
| 2031년 10월 29일     |
| 2068년 5월 28일      |
| 2069년 1월 9일       |
| 2069년 8월 24일      |
| 2070년 4월 7일       |
| 2070년 11월 20일     |

## 같이 보기
- 통과 (천문학)

## 참고 문헌
- 미국 항공우주국 제공 : 태양계 시뮬레이터
- Albert Marth, Note on the Transit of the Planet Mars and its Satellites across the Sun’s disc, which will occur for the Planet Jupiter and its Satellites on April 13, 1886, Monthly Notices of the Royal Astronomical Society, 46 (1886), 161–164.
- Andrew Crommelin, Ephemeris for physical observations of Jupiter, 1901, Monthly Notices of the Royal Astronomical Society, 61 (1900), 117–118  (전문: )
- SOLEX
- Meeus, Jean (1989). 《Transits》. Richmond, VA: Willmann-Bell. ISBN 0-943396-25-5.